# Гашимов, Азамат
Азамат Гашимов (лак. Гашимхъал Аьзамат, 7 апреля 1990 года, Махачкала, Дагестанская АССР) — российский спортсмен, профессиональный боец смешанного стиля, выступающий в легчайшей весовой категории. Неоднократный победитель международных турниров по ММА, чемпион России, СНГ и Евразии по АРБ.

## Карьера в MMA
Гашимов провёл свой профессиональный дебют в ММА в ноябре 2007 года. До 2012 года он выступал только в России и на Украине, заработав рекорд 8 побед и 1 поражение.
В конце 2011 года спортсмен подписал контракт с «UFC», рассчитанный на 4 боя. Свой дебютный поединок в американском промоушене он проиграл Ивану Менживару. Второй бой, с Джоном Линекером, россиянином был также проигран. После такого неудачного старта боец был уволен из «UFC» в 2013 году.
Последний поединок Гашимов провёл в китайском промоушене «RUFF», единогласным решением победив местного бойца Женхонга Лу.

## Список боёв

### Смешанные единоборства (8-3)
| Соперник         | Результат | Бой№ | Способ                     | Турнир (место проведения)                       | Дата проведения  | Раунд | Время |
| ---------------- | --------- | ---- | -------------------------- | ----------------------------------------------- | ---------------- | ----- | ----- |
| Женхонг Лу       | Победа    | 11   | Решение (раздельное)       | RUFF 12, Шанхай, Китай                          | 29 марта 2014    | 3     | 5:00  |
| Джон Линекер     | Поражение | 10   | Технический нокаут (удары) | UFC on FX 8, Жарагуа-ду-Сул, Бразилия           | 18 мая 2013      | 2     | 1:07  |
| Иван Менхивар    | Поражение | 9    | Сабмишн (рычаг локтя)      | UFC 154, Монреаль , Канада                      | 17 ноября 2012   | 1     | 2:44  |
| Азай Мамедов     | Победа    | 8    | Сабмишн (рычаг локтя)      | Agvali, Республика Дагестан , Россия            | 1 июля 2011      | 1     | 0:52  |
| Александр Ионов  | Победа    | 7    | Нокаут (удар в голову)     | Magaramkent, Республика Дагестан, Россия        | 27 июня 2009     | 1     | 3:50  |
| Александр Кештов | Поражение | 6    | Нокаут (удар в голову)     | Краснодар, Краснодарский край, Россия           | 11 июня 2009     | 2     | 2:45  |
| Джамал Магомедов | Победа    | 5    | Решение (единодушное)      | Полтава, Полтавская область, Украина            | 13 сентября 2008 | 3     | 5:00  |
| Урудж Шапилов    | Победа    | 4    | Сабмишн (рычаг локтя)      | Полтава, Полтавская область, Украина            | 13 сентября 2008 | 1     | 3:15  |
| Рустам Гусейнов  | Победа    | 3    | Сабмишн (рычаг локтя)      | Agvali, Республика Дагестан, Россия             | 10 августа 2008  | 2     | 1:15  |
| Рустам Гусейнов  | Победа    | 2    | Технический нокаут (удары) | Минеральные Воды, Ставропольский край, Россия   | 26 января 2008   | 2     | 2:25  |
| Ризван Чанкаев   | Победа    | 1    | Сабмишн (треугольник)      | Баксан, Кабардино-Балкарская Республика, Россия | 14 ноября 2007   | 1     | 2:03  |